# Regionsrådsordförande
Regionsrådsordförande (danska: regionsrådsformand) är den politiska ledaren i Danmarks regioner. De 41 personerna i regionsråden utser ordföranden mellan sig. Det är den enda personen i regionsråden som är avlönad.

## Ordföranden
| Period    | Region Hovedstaden          | Region Sjælland          | Region Syddanmark                                                            | Region Midtjylland | Region Nordjylland                               |
| --------- | --------------------------- | ------------------------ | ---------------------------------------------------------------------------- | ------------------ | ------------------------------------------------ |
| 2006-2009 | Vibeke Storm Rasmussen (A)  | Kristian Ebbensgaard (V) | Carl Holst (V) 2006-2015 Stephanie Lose (V) 2015-2023 Bo Libergren (V) 2023- | Bent Hansen (A)    | Orla Hav (A) 2006-2007 Ulla Astman (A) 2007-2022 |
| 2010-2013 | Vibeke Storm Rasmussen (A)  | Steen Bach Nielsen (A)   | Carl Holst (V) 2006-2015 Stephanie Lose (V) 2015-2023 Bo Libergren (V) 2023- | Bent Hansen (A)    | Orla Hav (A) 2006-2007 Ulla Astman (A) 2007-2022 |
| 2014-2017 | Sophie Hæstorp Andersen (A) | Jens Stenbæk (V)         | Carl Holst (V) 2006-2015 Stephanie Lose (V) 2015-2023 Bo Libergren (V) 2023- | Bent Hansen (A)    | Orla Hav (A) 2006-2007 Ulla Astman (A) 2007-2022 |
| 2018-2021 | Sophie Hæstorp Andersen (A) | Heino Knudsen (A)        | Carl Holst (V) 2006-2015 Stephanie Lose (V) 2015-2023 Bo Libergren (V) 2023- | Anders Kühnau (A)  | Orla Hav (A) 2006-2007 Ulla Astman (A) 2007-2022 |
| 2022-2025 | Lars Gaardhøj (A)           | Heino Knudsen (A)        | Carl Holst (V) 2006-2015 Stephanie Lose (V) 2015-2023 Bo Libergren (V) 2023- | Anders Kühnau (A)  | Mads Duedahl (V)                                 |